# Rząd Waldemara Pawlaka
Rząd Waldemara Pawlaka – Rada Ministrów pod kierownictwem premiera Waldemara Pawlaka, powołana przez prezydenta Lecha Wałęsę 26 października 1993 po dymisji rządu Hanny Suchockiej. Ukształtowany w wyniku wygranych wyborów parlamentarnych przez Sojusz Lewicy Demokratycznej i drugim miejscu Polskiego Stronnictwa Ludowego, które zawarły koalicję. 
Rząd Waldemara Pawlaka podał się do dymisji 1 marca 1995 w wyniku sporów między koalicjantami, kryzysów personalnych oraz działań politycznych prezydenta Lecha Wałęsy w celu zmiany istniejącego układu władzy. Posłowie koalicji SLD-PSL z obawy, że prezydent nie będzie chciał powołać ich kandydata na premiera po rezygnacji Waldemara Pawlaka, złożyli w Sejmie wniosek o konstruktywne wotum nieufności dla rządu i powierzenie misji utworzenia rządu Józefowi Oleksemu. 
1 marca 1995 Sejm podjął uchwałę w sprawie wyrażenia wotum nieufności Radzie Ministrów oraz wyboru nowego Prezesa Rady Ministrów (stosunek głosów: 285:5:127). Prezydent przyjął dymisję rządu i 6 marca powołał rząd Józefa Oleksego.

## Rada Ministrów Waldemara Pawlaka (1993–1995)
| Funkcja                                                      | Imię i nazwisko             | Imię i nazwisko           | Czas pełnienia funkcji    | Czas pełnienia funkcji |
| Funkcja                                                      | Imię i nazwisko             | Imię i nazwisko           | Od                        | Do                     |
| ------------------------------------------------------------ | --------------------------- | ------------------------- | ------------------------- | ---------------------- |
| Prezes Rady Ministrów                                        |                             | Waldemar Pawlak (PSL)     | 26 października 1993(dts) | 6 marca 1995(dts)      |
| Wiceprezes Rady Ministrów                                    |                             | Marek Borowski (SdRP)     | 26 października 1993(dts) | 8 lutego 1994(dts)     |
| Minister finansów                                            | 26 października 1993(dts)   | Marek Borowski (SdRP)     | 8 lutego 1994(dts)        |                        |
| Wiceprezes Rady Ministrów                                    |                             | Włodzimierz Cimoszewicz   | 26 października 1993(dts) | 6 marca 1995(dts)      |
| Minister sprawiedliwości                                     | 26 października 1993(dts)   | Włodzimierz Cimoszewicz   | 6 marca 1995(dts)         |                        |
| Wiceprezes Rady Ministrów                                    |                             | Aleksander Łuczak (PSL)   | 26 października 1993(dts) | 6 marca 1995(dts)      |
| Minister edukacji narodowej                                  | 26 października 1993(dts)   | Aleksander Łuczak (PSL)   | 6 marca 1995(dts)         |                        |
| Minister gospodarki przestrzennej i budownictwa              |                             | Barbara Blida (SdRP)      | 26 października 1993(dts) | 6 marca 1995(dts)      |
| Minister kultury i sztuki                                    |                             | Kazimierz Dejmek          | 26 października 1993(dts) | 6 marca 1995(dts)      |
| Minister przekształceń własnościowych                        |                             | Wiesław Kaczmarek (SdRP)  | 26 października 1993(dts) | 6 marca 1995(dts)      |
| Przewodniczący Komitetu Badań Naukowych                      |                             | Witold Karczewski         | 26 października 1993(dts) | 6 marca 1995(dts)      |
| Minister obrony narodowej                                    | Piotr Kołodziejczyk         | 26 października 1993(dts) | 10 listopada 1994(dts)    |                        |
| Minister transportu i gospodarki morskiej                    | Bogusław Liberadzki         | 26 października 1993(dts) | 6 marca 1995(dts)         |                        |
| Minister spraw wewnętrznych                                  | Andrzej Milczanowski        | 26 października 1993(dts) | 6 marca 1995(dts)         |                        |
| Minister pracy i polityki socjalnej                          |                             | Leszek Miller (SdRP)      | 26 października 1993(dts) | 6 marca 1995(dts)      |
| Minister spraw zagranicznych                                 |                             | Andrzej Olechowski        | 26 października 1993(dts) | 6 marca 1995(dts)      |
| Minister-kierownik Centralnego Urzędu Planowania             |                             | Mirosław Pietrewicz (PSL) | 26 października 1993(dts) | 6 marca 1995(dts)      |
| Minister współpracy gospodarczej z zagranicą                 | Lesław Podkański (PSL)      | 26 października 1993(dts) | 6 marca 1995(dts)         |                        |
| Minister przemysłu i handlu                                  |                             | Marek Pol (UP)            | 26 października 1993(dts) | 6 marca 1995(dts)      |
| Minister-szef Urzędu Rady Ministrów                          |                             | Michał Strąk (PSL)        | 26 października 1993(dts) | 6 marca 1995(dts)      |
| Minister rolnictwa i gospodarki żywnościowej                 | Andrzej Śmietanko (PSL)     | 26 października 1993(dts) | 6 marca 1995(dts)         |                        |
| Minister łączności                                           | Andrzej Zieliński (PSL)     | 26 października 1993(dts) | 6 marca 1995(dts)         |                        |
| Minister ochrony środowiska, zasobów naturalnych i leśnictwa | Stanisław Żelichowski (PSL) | 26 października 1993(dts) | 6 marca 1995(dts)         |                        |
| Minister zdrowia i opieki społecznej                         |                             | Ryszard Żochowski         | 26 października 1993(dts) | 6 marca 1995(dts)      |
| Wiceprezes Rady Ministrów                                    | Grzegorz Kołodko            | 28 kwietnia 1994(dts)     | 6 marca 1995(dts)         |                        |
| Minister finansów                                            | Grzegorz Kołodko            | 28 kwietnia 1994(dts)     | 6 marca 1995(dts)         |                        |

## W dniu zaprzysiężenia 26 października 1993
- Waldemar Pawlak (PSL) – prezes Rady Ministrów
- Marek Borowski (SLD, SdRP) – wiceprezes Rady Ministrów, minister finansów
- Włodzimierz Cimoszewicz (SLD) – wiceprezes Rady Ministrów, minister sprawiedliwości
- Aleksander Łuczak (PSL) – wiceprezes Rady Ministrów, minister edukacji narodowej
- Barbara Blida (SLD, SdRP) – minister gospodarki przestrzennej i budownictwa
- Kazimierz Dejmek (bezpartyjny, związany z PSL) – minister kultury i sztuki
- Wiesław Kaczmarek (SLD, SdRP) – minister przekształceń własnościowych
- Witold Karczewski (bezpartyjny) – przewodniczący Komitetu Badań Naukowych
- Piotr Kołodziejczyk (bezpartyjny) – minister obrony narodowej
- Bogusław Liberadzki (SLD) – minister transportu i gospodarki morskiej
- Andrzej Milczanowski (bezpartyjny) – minister spraw wewnętrznych
- Leszek Miller (SLD, SdRP) – minister pracy i polityki socjalnej
- Andrzej Olechowski (BBWR) – minister spraw zagranicznych
- Mirosław Pietrewicz (PSL) – minister-kierownik Centralnego Urzędu Planowania
- Lesław Podkański (PSL) – minister współpracy gospodarczej z zagranicą
- Marek Pol (UP, nominat PSL) – minister przemysłu i handlu
- Michał Strąk (PSL) – minister-szef Urzędu Rady Ministrów
- Andrzej Śmietanko (PSL) – minister rolnictwa i gospodarki żywnościowej
- Andrzej Zieliński (PSL) – minister łączności
- Stanisław Żelichowski (PSL) – minister ochrony środowiska, zasobów naturalnych i leśnictwa
- Ryszard Żochowski (SLD) – minister zdrowia i opieki społecznej